# Jakob Warisch
Jakob Warisch (geboren in Hamburg; gestorben am 30. April 1808 in Altona/Elbe, Herzogtum Holstein, Königreich Dänemark) war ein deutscher Rabbiner.
Jakob Warisch war der Sohn von Zwi Hirsch Warisch aus Hamburg. Er war Schüler des Rafael Kohen in Altona. Im Jahre 1776 wurde er Stiftsrabbiner an der Hamburger Klaus von Jechiel Walich. Seit 1789 war er Dajan und Klausner in Altona.
Warisch war verheiratet mit Gella Hahn, Tochter des Dajan Joseph Hahn. Ihr Sohn Paltiel Walich (gestorben 1830) hatte nach seinem Vater eine Stelle an der Klaus von Jechiel Walich. 

## Veröffentlichungen (Auswahl)
- Vorrede zum Divrē Dāwid. 1794.
- Kalender für 1802.
- Approbation. Altona 1794 in: Leopold Löwenstein: Mafteah ha-haskāmōth. Index Approbationum. Frankfurt am Main 1923; Nachdruck Hildesheim und New York 2003, S. 201.